# Матарики
Матарики је назив за звездани скуп познат као Плејаде у сазвежђу Бика, који у маорској култури означава почетак нове године. Његово прво појављивање крајем јуна или почетком јула сигнализира почетак маорског лунарног календара.

## Традиционално обележавање
Матрики се традиционално слави током неколико дана у последњој четврти месеца Пипири (око јуна). Обреди укључују:
- Посматрање појединачних звезда ради предвиђања за наредну годину,
- Сећање на преминуле,
- Приношење хране као понуду звездама.

Неки Маори користе појаву звезде Пуанга (Ригел) или других звезда за обележавање нове године.

## Историја и препород
Прослава Матрикија је опала током 20. века, али је од раних 1990их доживела препород. Први пут је званично прослављена као државни празник на Новом Зеланду 24. јуна 2022. године.

## Културно и духовно значење
У маорској традицији, Матрики је скраћеница од „Ngā mata o te ariki o Tāwhirimātea“, што значи „очи бога Тавхириматеа“. Према легенди:
Тавхириматеа, бог ветра и времена, био је бесан због раздвајања неба и земље – његових родитеља, Рангинуа и Папатууанукуа.
У свом гневу, ишчупао је своје очи и бацио их на небо, где су остале као звездани скуп.

## Звезде Матарикија
Матарики се састоји од девет звезда:
- Матарики (централна звезда)
- Похутукава
- Тупуануку
- Тупуаранги
- Ваити
- Ваита
- Ваипунаранги
- Уруранги
- Хиваитеранги (Хива)

Свака звезда има специфично значење и повезана је са различитим аспектима природе и људског живота.

## Регионалне разлике
Постоји регионална разноликост у обележавању нове године међу маорским племенима. Нека племена, посебно на северу Северног острва, око Таранакија, на Чатам острвима и већем делу Јужног острва, славе Пуангу, користећи појаву светлије звезде Ригел као маркер нове године уместо Матрикија.

## Модерна прослава
У савременом друштву, Матрики је доживео препород као важан културни догађај. Од 2022. године, Матрики је постао званични државни празник на Новом Зеланду, обележавајући маорску нову годину и пружајући прилику за рефлексију, окупљање заједнице и прославу културног наслеђа.